# Tamin
Tamin es un género de arañas araneomorfas de la familia Miturgidae. Se encuentra en Sarawak en Malasia y Célebes en Indonesia.

## Lista de especies
Según The World Spider Catalog 12.0:
- Tamin pseudodrassus Deeleman-Reinhold, 2001
- Tamin simoni Deeleman-Reinhold, 2001